# Microrégion du Baixo Cotinguiba

Localisation de la microrégion du Baixo Cotinguiba

La microrégion du Baixo Cotinguiba est l'une des sept microrégions qui subdivisent l'Est de l'État du Sergipe au Brésil.
Elle comporte 7 municipalités qui regroupaient 84 639 habitants en 2006 pour une superficie totale de 737 km².

## Municipalités[1]
- Carmópolis
- General Maynard
- Laranjeiras
- Maruim
- Riachuelo
- Rosário do Catete
- Santo Amaro das Brotas